# Ольсберг (Німеччина)
Ольсберг (нім. Olsberg) — місто в Німеччині, знаходиться в землі Північний Рейн-Вестфалія. Підпорядковується адміністративному округу Арнсберг. Входить до складу району Гохзауерланд.
Площа — 117,97 км². Населення становить 21 452 ос. (станом на 31 грудня 2020).

## Географія

### Сусідні міста та громади
Ольсберг межує з 5 містами / громадами:
- Брілон
- Віллінген
- Вінтерберг
- Шмалленберг
- Бествіг

## Галерея

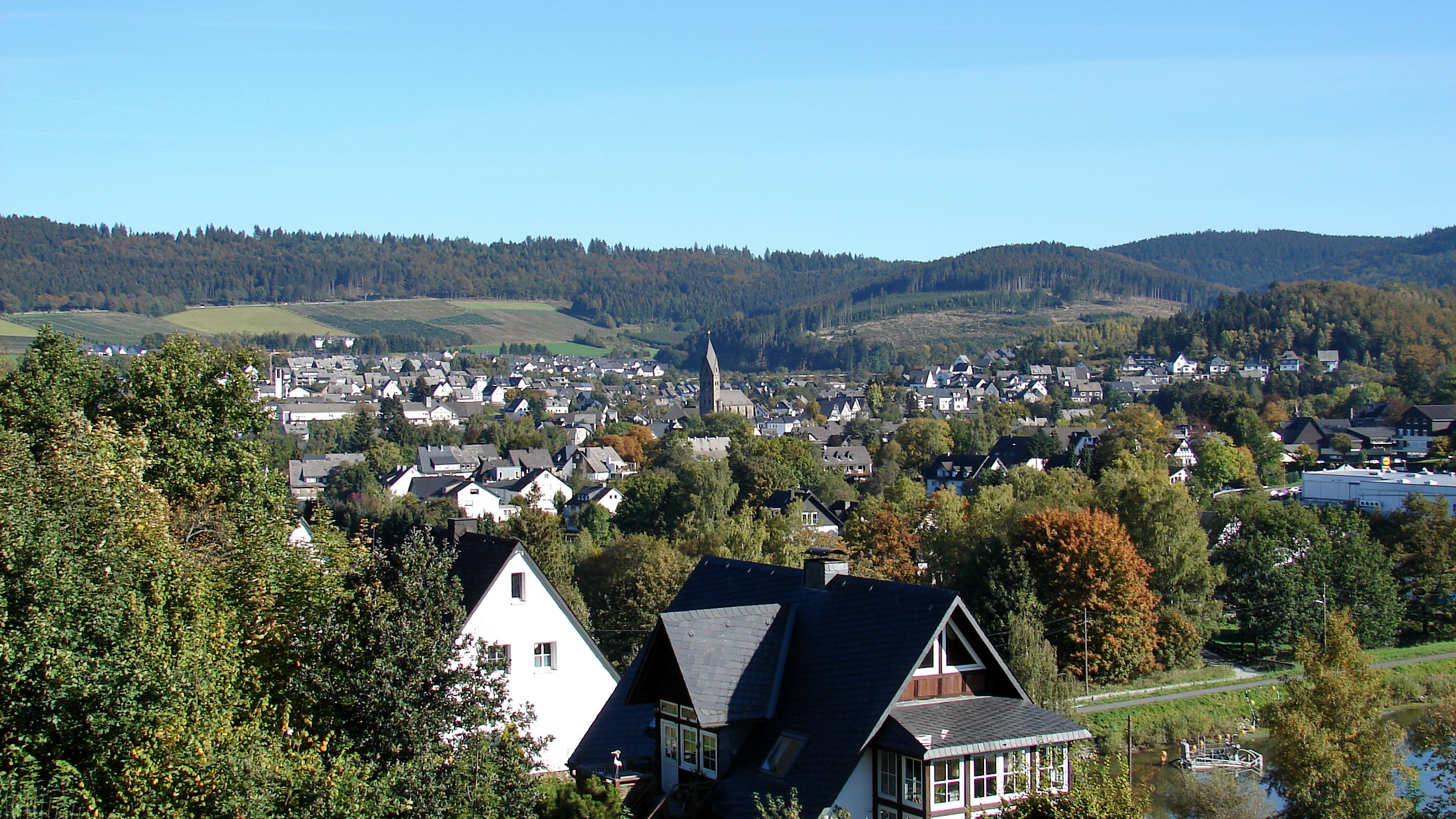
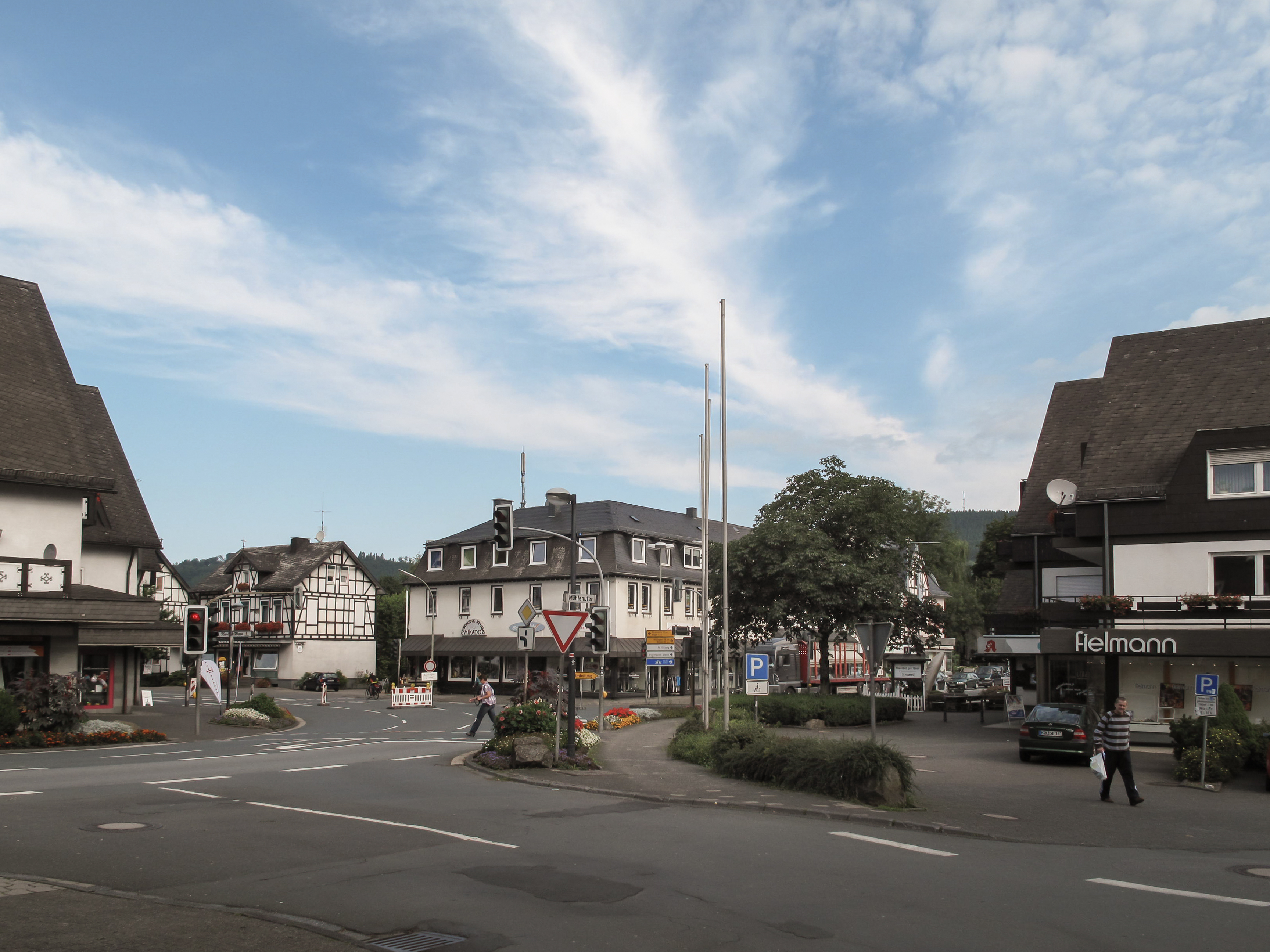
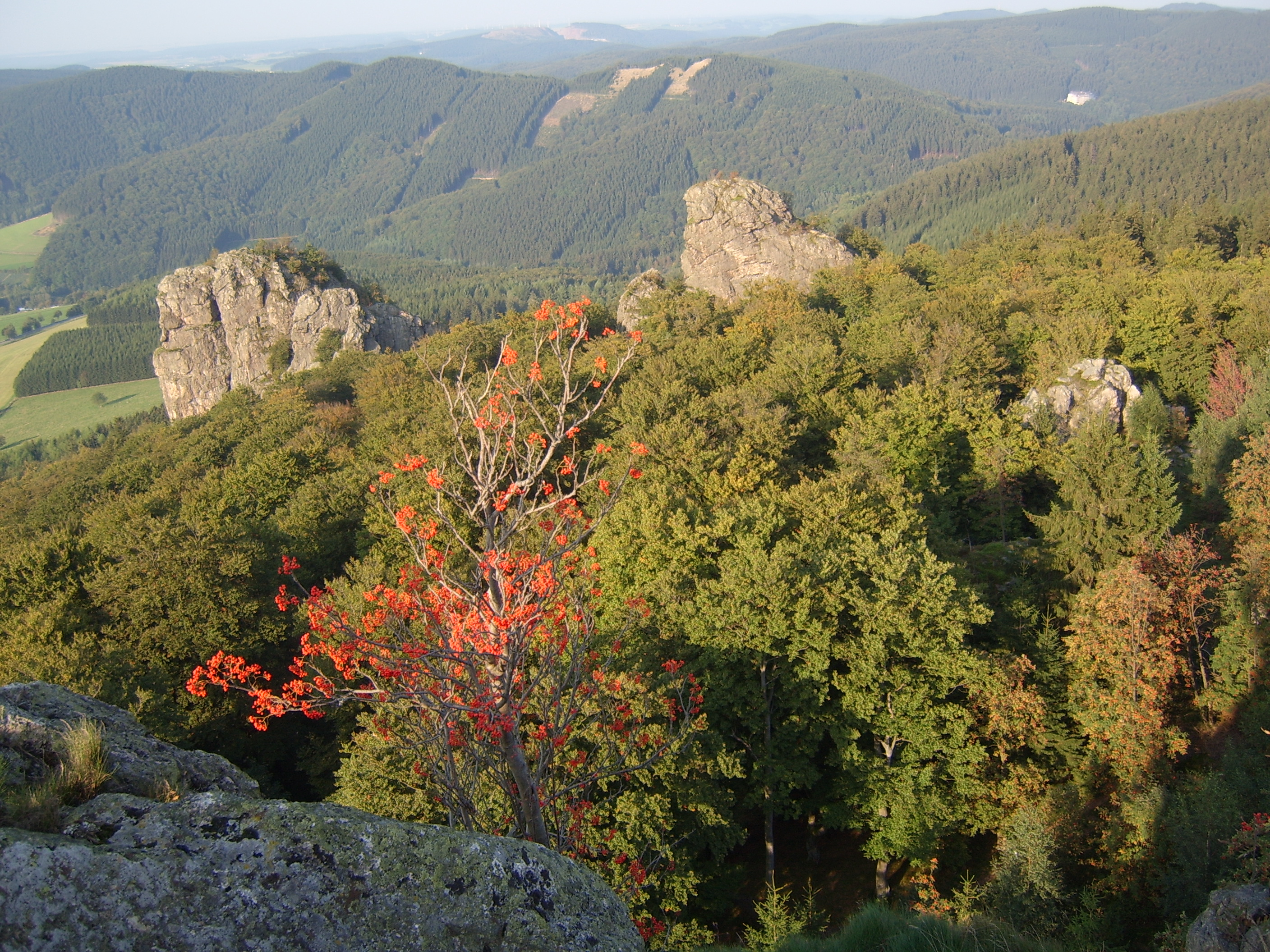
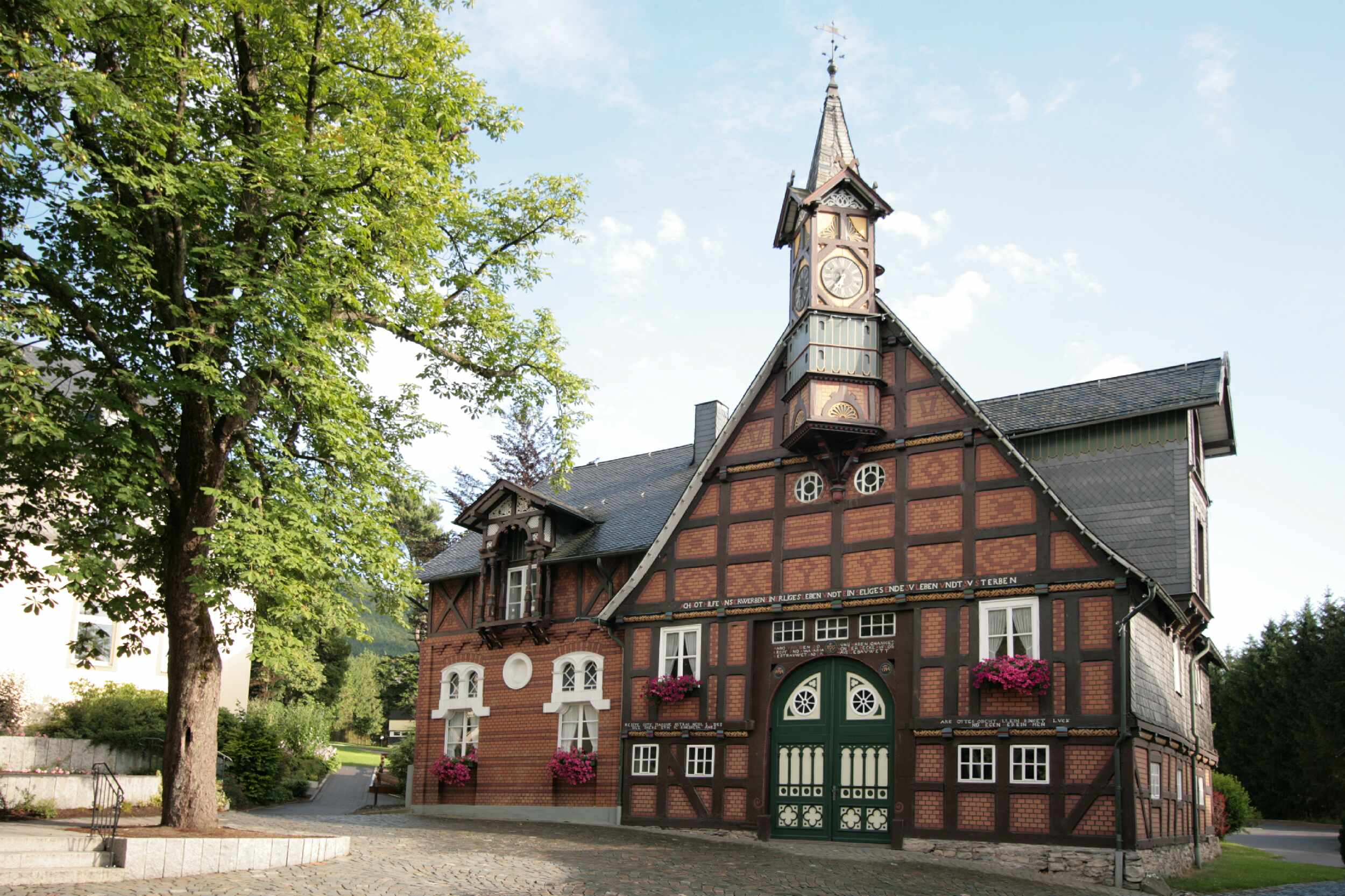
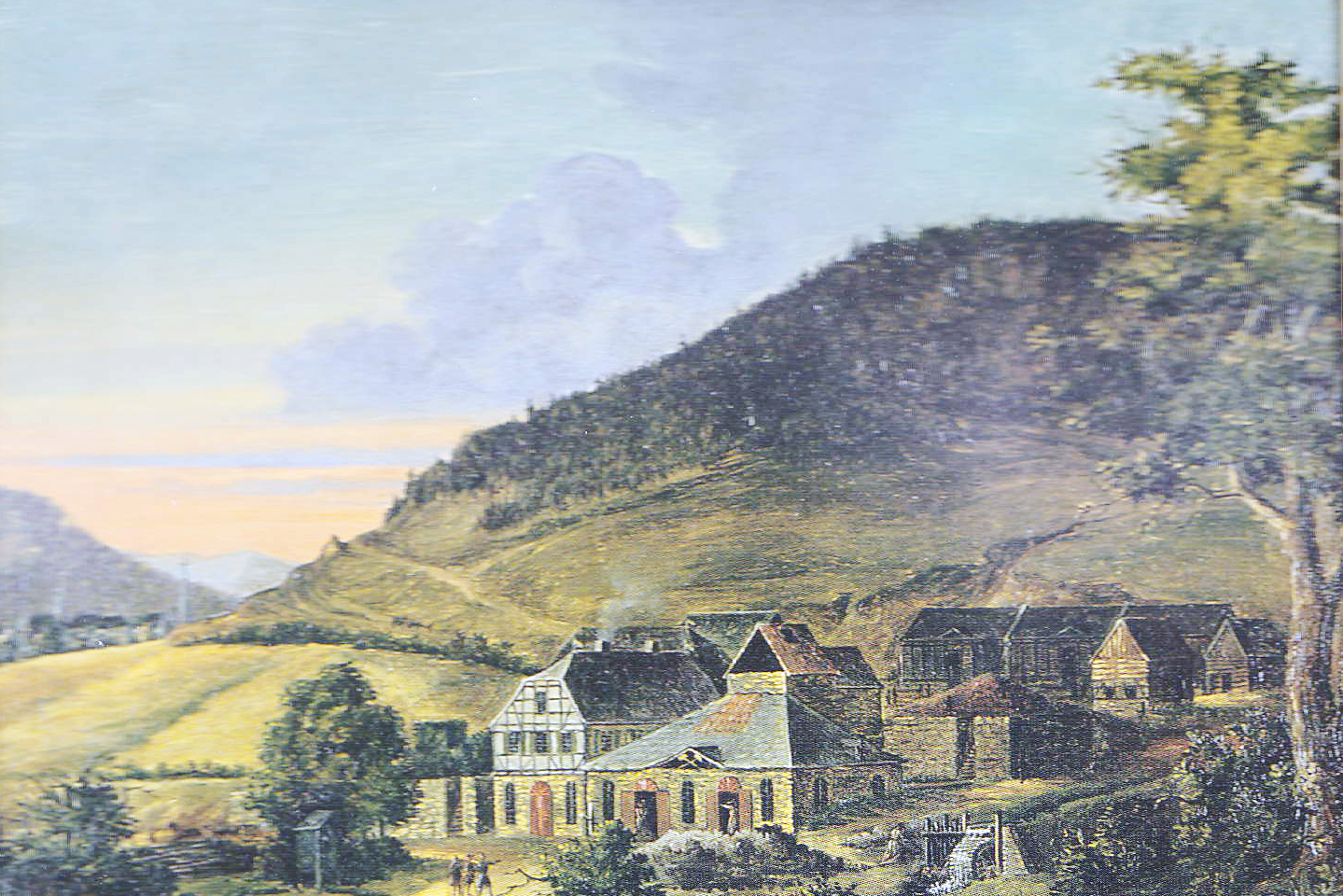
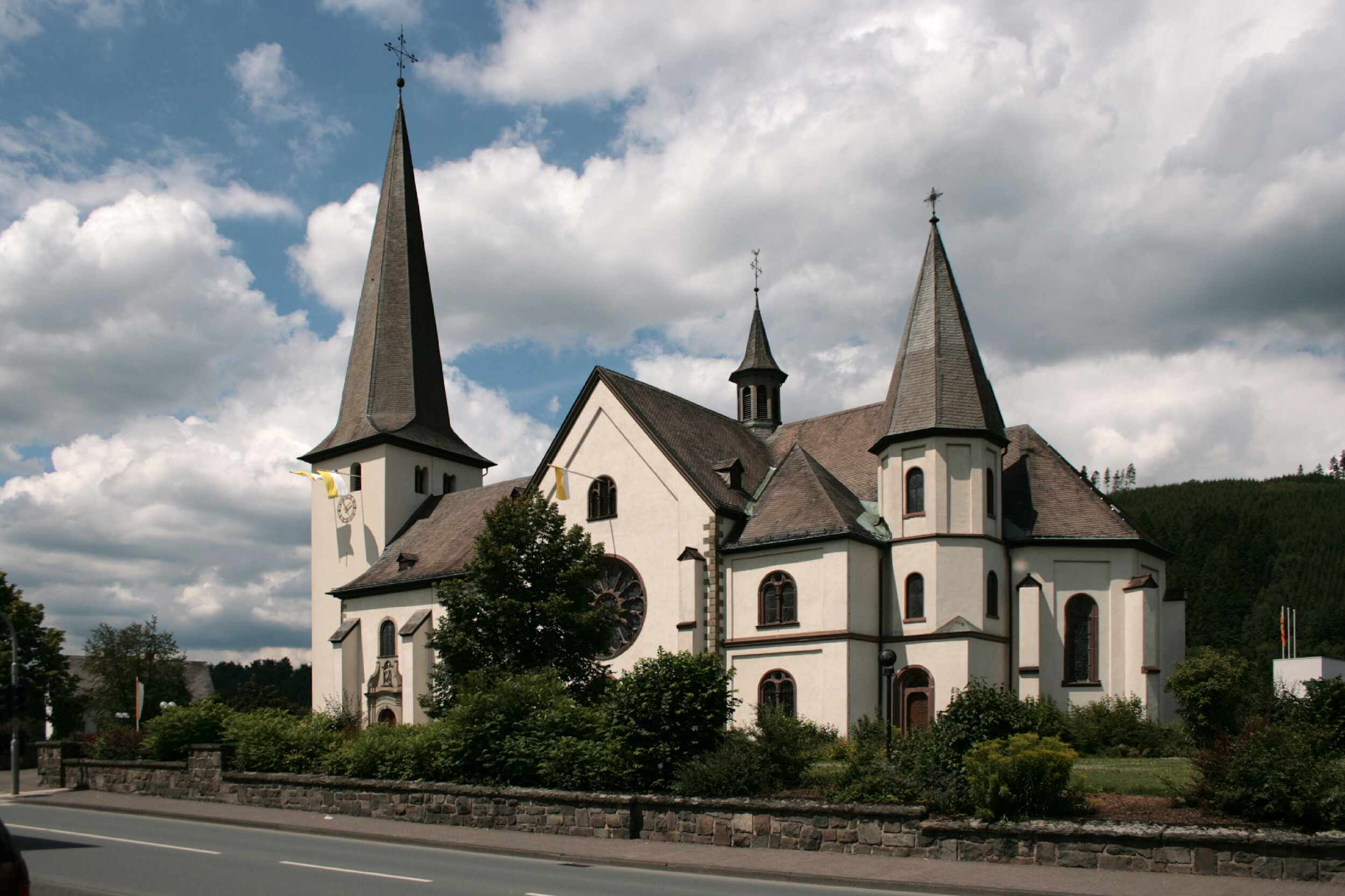
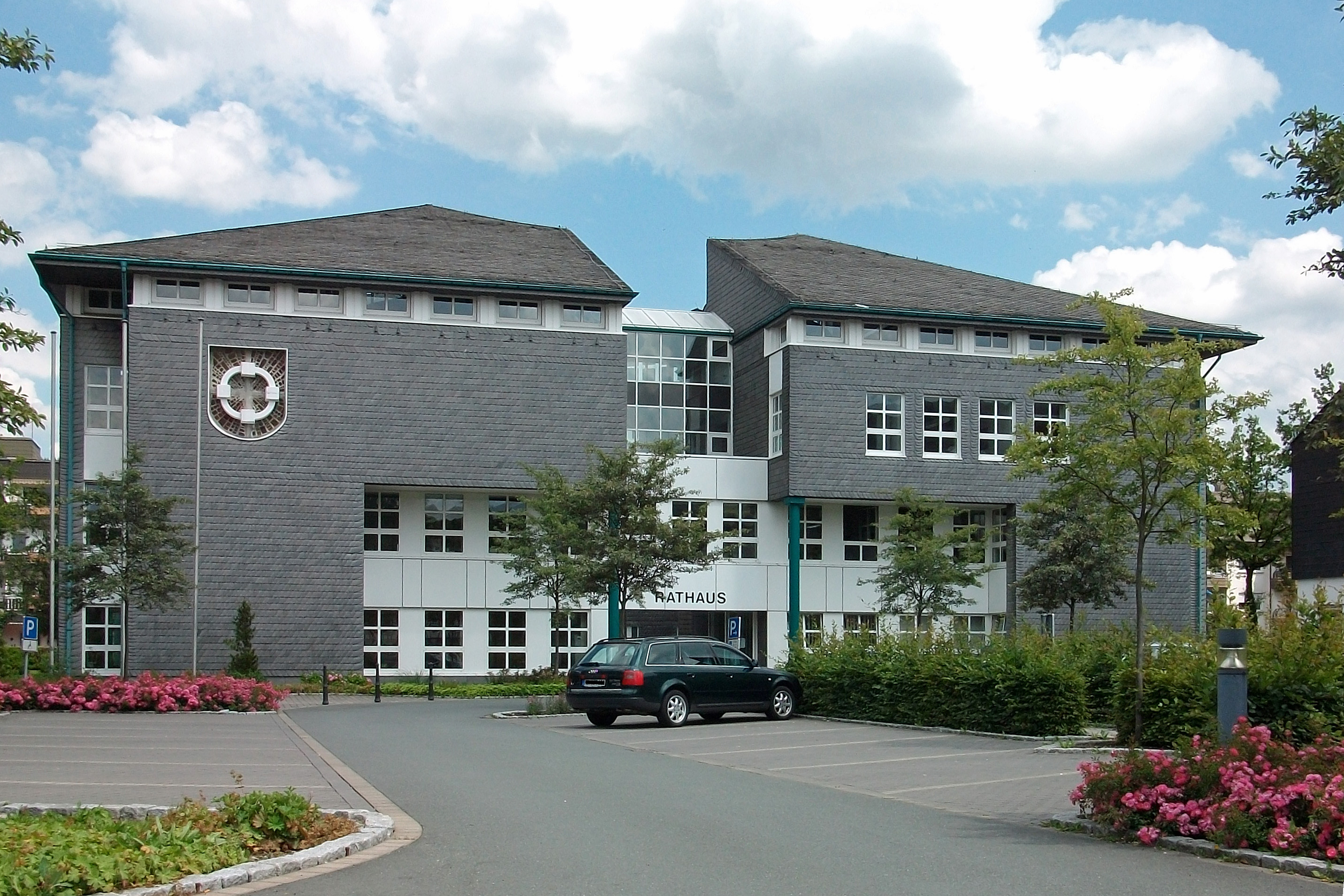
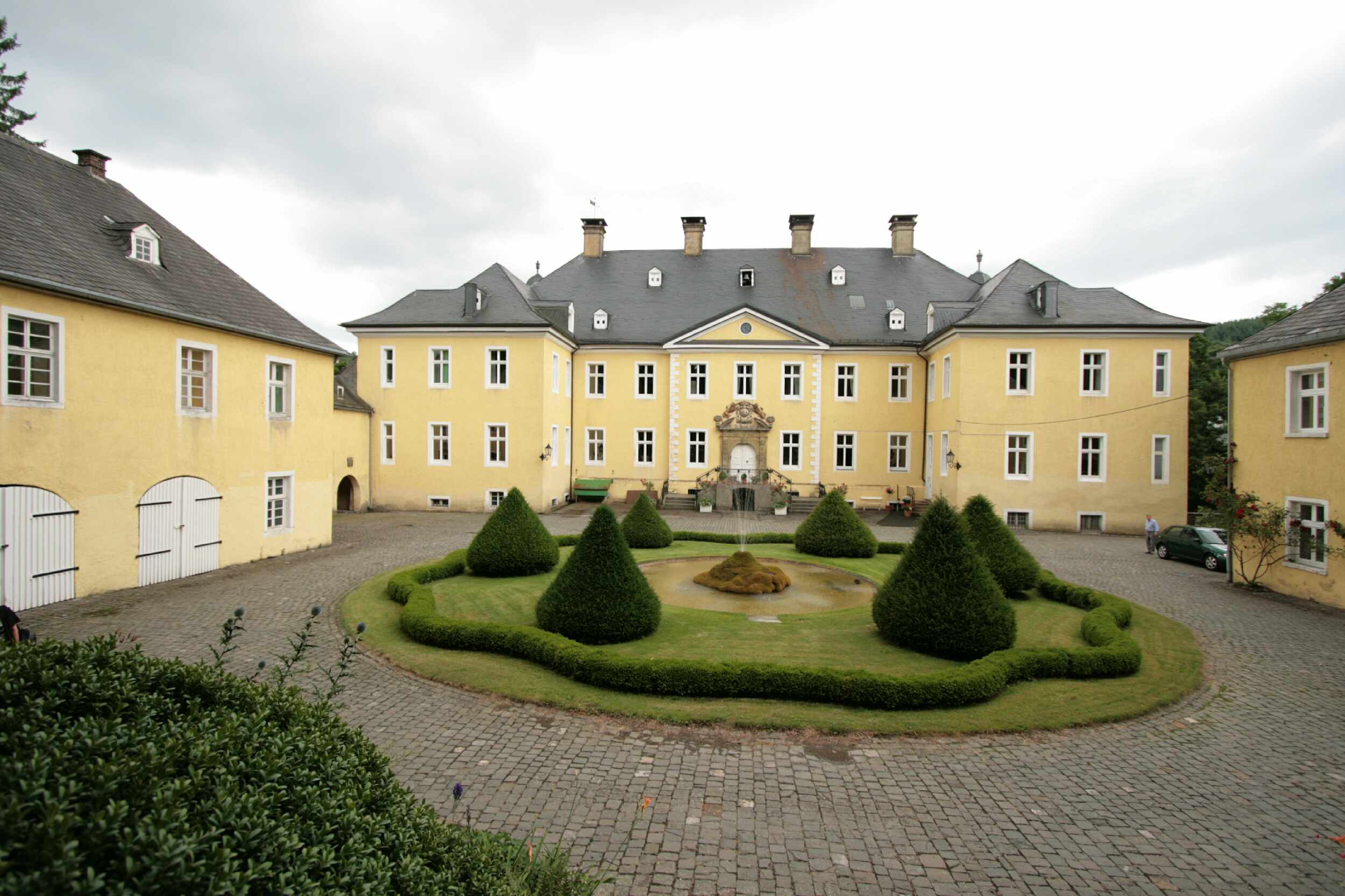

### Адміністративний поділ
Місто складається з 12 районів:
- Антфельд
- Ассінггаузен
- Бігге
- Ольсберг
- Брухгаузен
- Брунскаппель
- Еллерінггаузен
- Ельпе/Гайнріксдорф
- Гефелінггаузен
- Гельмерінггаузен
- Вімерінггаузен
- Вульмерінггаузен

## Уродженці
- Зіґрід Блюміке (* 1965) — німецька просвітителька і професор в Університеті Гумбольдта в Берліні.